# Darmasz
Darmasz (arab. درمش) – wieś w Syrii, w muhafazie Aleppo. W 2004 roku liczyła 565 mieszkańców.